# Awoingt
Awoingt település Franciaországban, Nord megyében. Lakosainak száma 773 fő (2022. január 1.). Awoingt Cauroir, Séranvillers-Forenville, Wambaix, Cambrai, Estourmel és Niergnies községekkel határos.

## Népesség
A település népességének változása:
| Lakosok száma | 883  | 872  | 862  | 817  | 815  | 816  | 812  | 790  | 773  |
|               | 2013 | 2015 | 2016 | 2017 | 2018 | 2019 | 2020 | 2021 | 2022 |